# Zoo Schmiding
Koordinaten: 48° 11′ 40″ N, 13° 57′ 23″ O
Der Zoo Schmiding liegt in der Gemeinde Krenglbach, rund zehn Kilometer nördlich von Wels in Oberösterreich. Er entwickelte sich aus Österreichs größtem Vogelpark, dem Vogelpark Schmiding, eröffnet 1982. Heute präsentiert der Zoo auf einer Fläche von 13 Hektar die Tierwelt verschiedener Regionen der Erde. Entlang des vier Kilometer langen Rundgangs trifft der Besucher beispielsweise auf Giraffen, Affen, Breitmaulnashörner, Krokodile, Rote Pandas, Österreichs einzige Gorillas, Sibirische Tiger, Faultiere und exotische Vögel. Der Zoo, der Aquazoo und der Arthropodenzoo wurden auf dem Gelände des 1100 erstmals erwähnten Schlosses Schmiding errichtet.

## Anlagen
Der Zoo verfügt neben zahlreichen Freigehegen über die größte freibegehbare Greifvogelfreiflugvoliere der Welt (25.000 m³), außerdem über ein untertunneltes Tigerfreigehege und ein Afrikahaus, in dem sich Varis frei bewegen.
Der Lebensraum der Gorilla-Junggesellengruppe (Gorilla-Bai) gliedert sich in eine Außenanlage, einen Innenbereich und eine Schlafanlage. Der Innenbereich ist tropisch klimatisiert. Die Gorillas können je nach Witterung ihren Aufenthaltsort wählen.
Der Zoo beteiligt sich an Erhaltungszuchtprogrammen, so kam es 2007 zu Tigernachwuchs. Eine Rothschildgiraffe wurde 2014 geboren. Im Jahr 2012 kam erstmals in Österreich ein Nashorn zur Welt. Trotz anfänglicher Schwierigkeiten überlebte es. Zwei Jahre später konnte dieser Zuchterfolg wiederholt werden.

Der Zoo
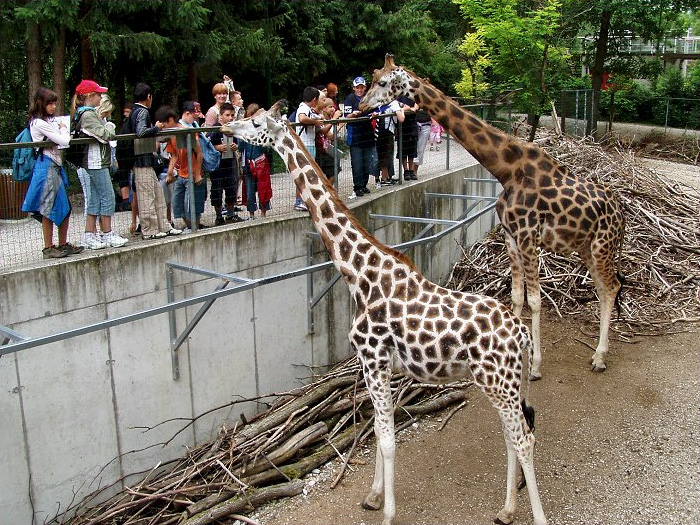
Giraffen bei der Fütterung
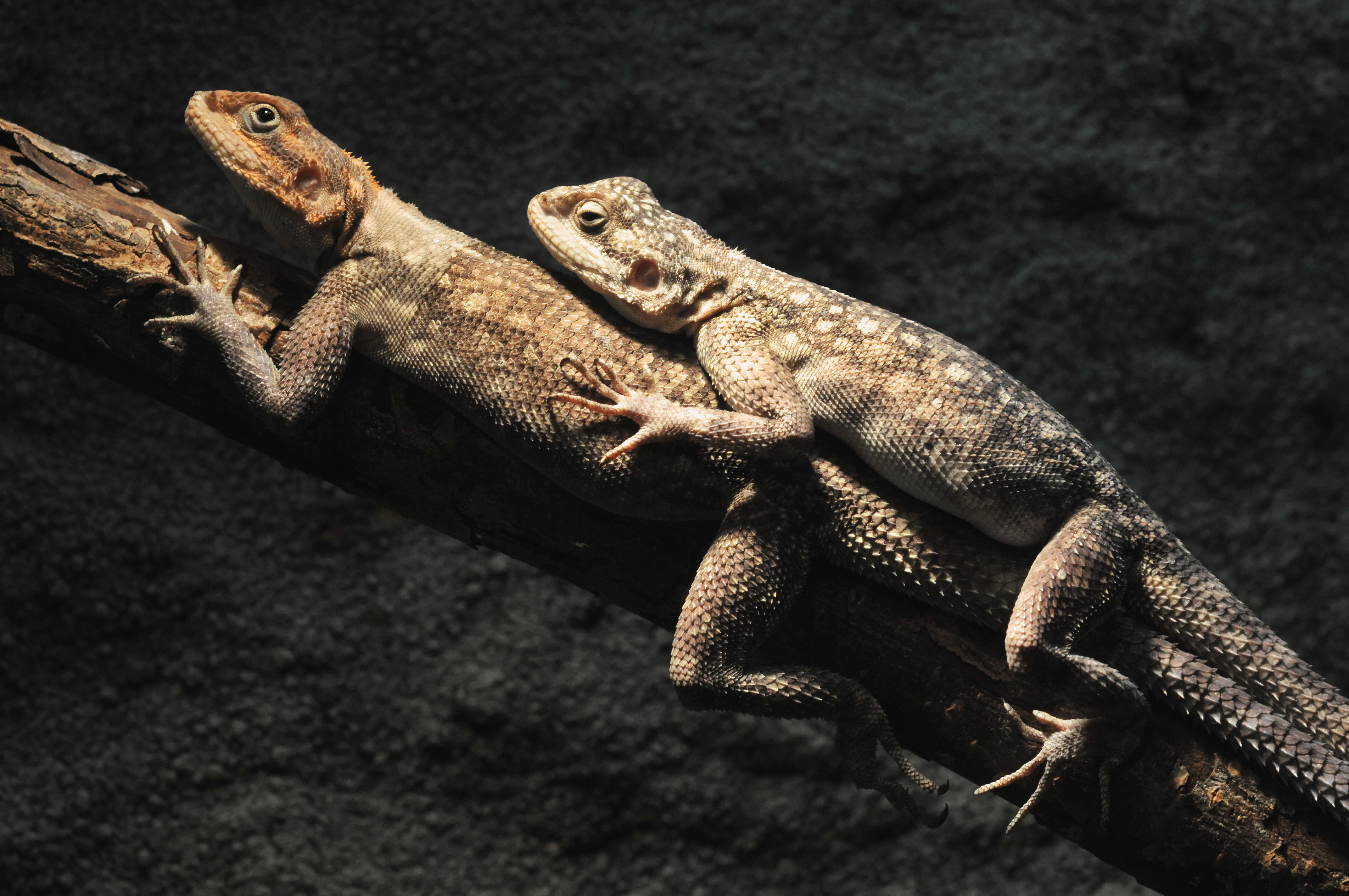
Siedleragame
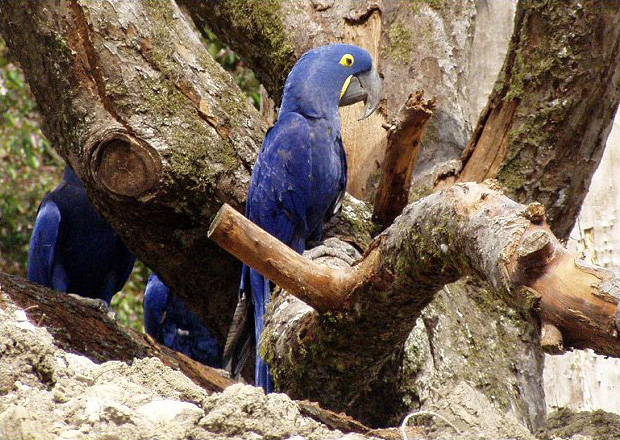
Hyazinthara
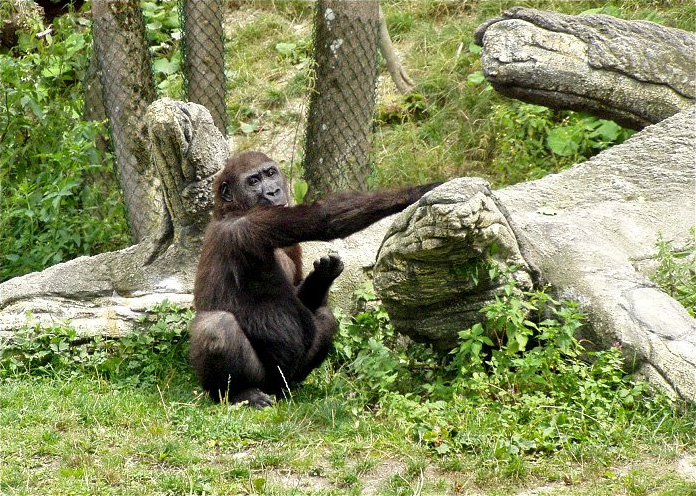
Gorilla
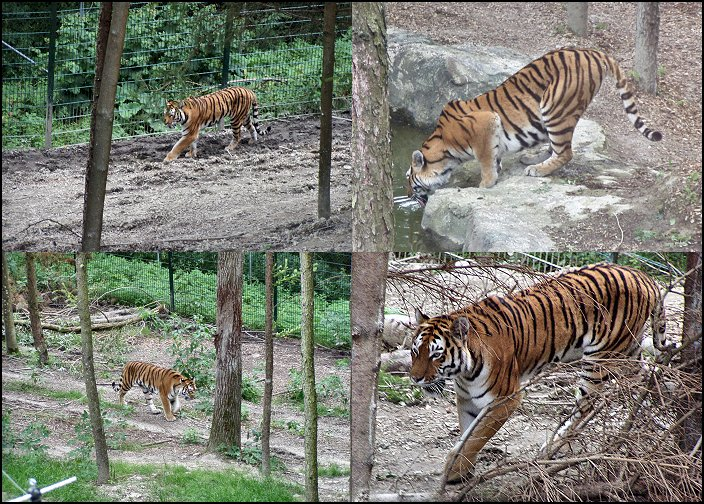
Sibirischer Tiger

## Weitere Einrichtungen
Neben dem Zoo Schmiding befindet sich der Aquazoo und Arthropodenzoo Schmiding mit insgesamt 3500 m² Indoorfläche. Der Arthropodenzoo besteht aus einem Terrarium mit einem Schmetterlingsraum, und der Aquazoo enthält Österreichs größtes Meeresaquarium, das auch einen Indoor-Erlebnisspielplatz besitzt. Sie zeigen, neben den zahlreichen Tieren, auch die Entwicklung unserer Welt auf. Eine thematische Fortsetzung bietet das 2017 eröffnete Evolutionsmuseum, das auf 4000 m² die körperliche und psychische Evolution der Menschheit, bis hin zur Entwicklung künstlicher Intelligenz, lebensnah aufzeigt. Das Evolutionsmuseum ersetzt das Museum – Begegnung der Kulturen, das Einblicke in das Leben indigener Völker gab.

Der Arthropodenzoo
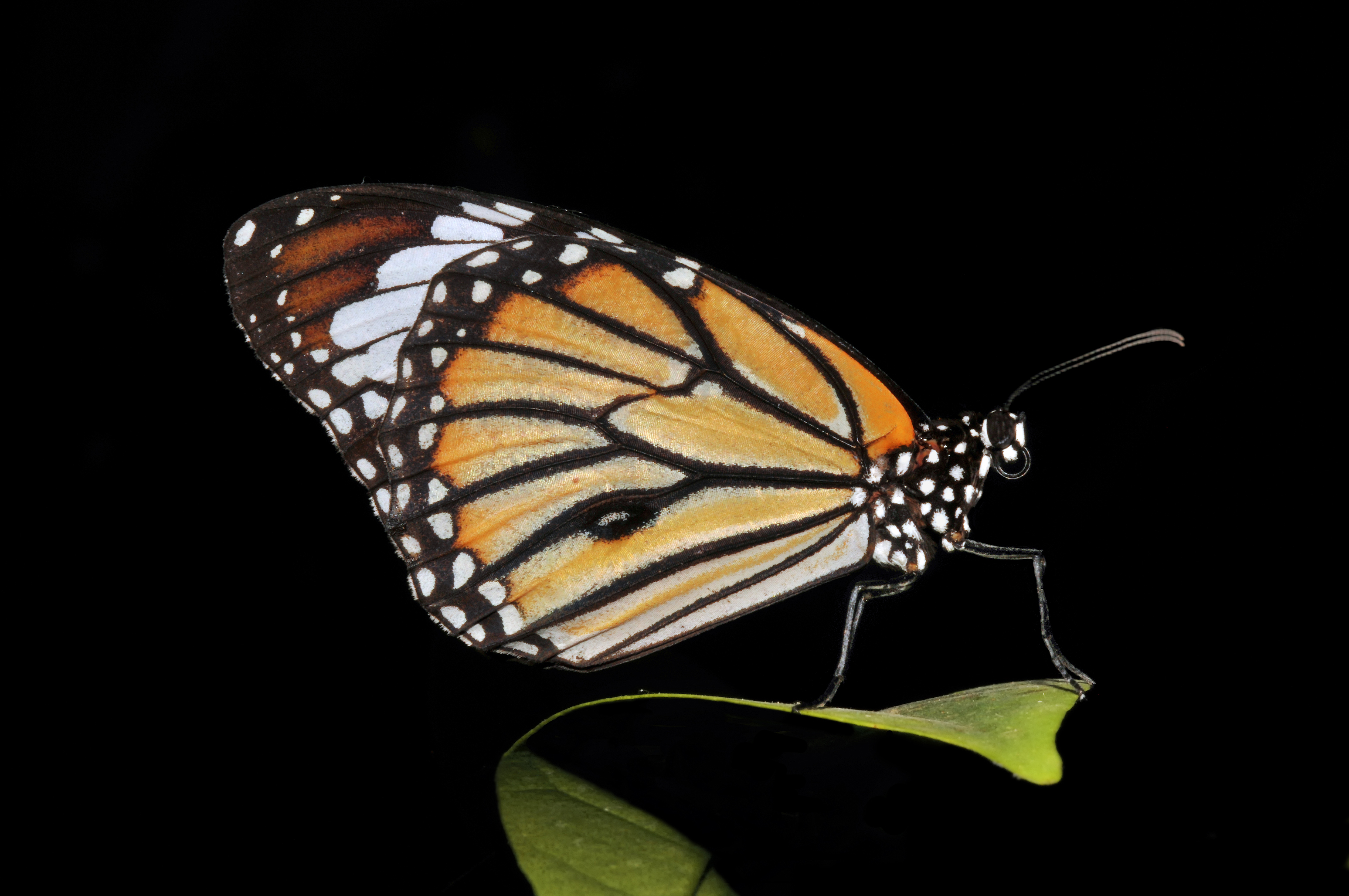
Monarchfalter Danaus genutia
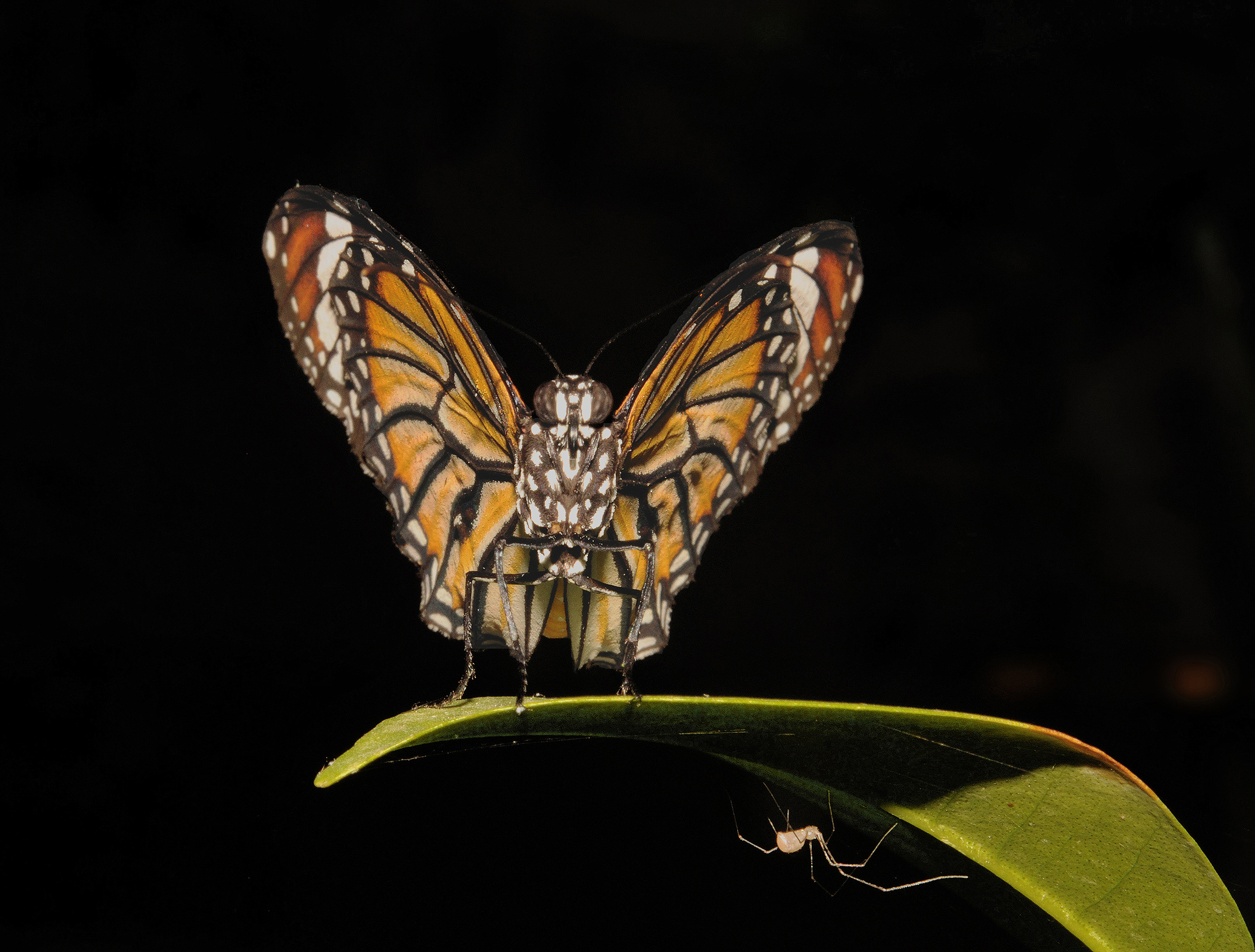
Vorderansicht des Monarchfalters Danaus genutia mit Spinne

Zusätzlich gibt es im Zoo große Abenteuerspielplätze.